# Cielos Airlines
Cielos Airlines, conocida por su antiguo nombre Cielos del Perú, fue una aerolínea peruana de transporte de carga con sede en el Callao, en Perú. Operaba vuelos planificados y chárter domésticos, además de servicios de carga internacional. 

## Historia
Esta aerolínea fue fundada en 1997, comenzando sus operaciones en 1998 con un Boeing 707. El 31 de enero de 1998 Export Air se fusionó con la empresa luego de que Cielos adquiriera sus acciones en circulación, inició operaciones con un Boeing 707 y un McDonnell Douglas MD-11 alquilados. En 2012 cesó todas sus operaciones.  

## Flota histórica

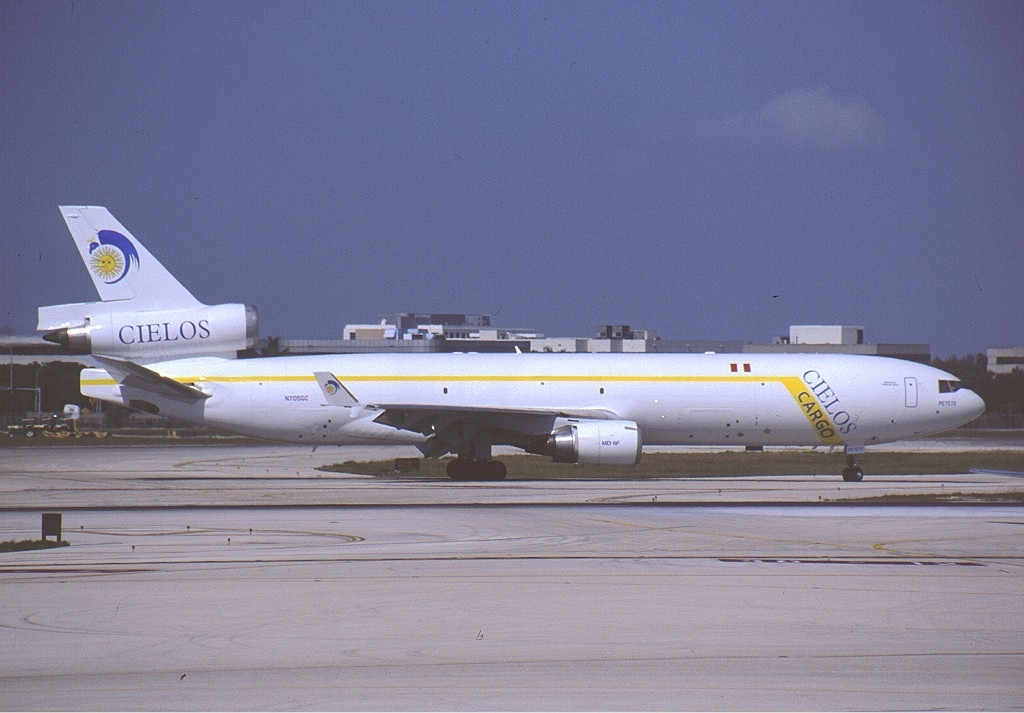
McDonnell Douglas MD-11 de Cielos Airlines en el Aeropuerto Internacional de Miami (2001)

| Aeronaves               | Total | Introducido | Retirado | Matrículas                                                                       |
| ----------------------- | ----- | ----------- | -------- | -------------------------------------------------------------------------------- |
| Boeing 707              | 3     | 1998        | 2004     | OB-1696, OB-1716 y OB-1699                                                       |
| McDonnell Douglas DC-10 | 10    | 2000        | 2012     | OB-1749, N831LA, N833LA, N305FE, N322FE, N609GC, N68044, N614GC, N612GC y N900AR |
| McDonnell Douglas MD-11 | 1     | 2001        | 2001     | N705GC                                                                           |

## Antiguos destinos
| Países               | Destinos              | Aeropuertos                                         |
| -------------------- | --------------------- | --------------------------------------------------- |
| Argentina            | Buenos Aires          | Aeropuerto Internacional Ministro Pistarini         |
| Argentina            | San Miguel de Tucumán | Aeropuerto Internacional Teniente Benjamín Matienzo |
| Brasil               | Campinas              | Aeropuerto Internacional de Campinas                |
| Brasil               | Florianópolis         | Aeropuerto Internacional Hercílio Luz               |
| Brasil               | Manaos                | Aeropuerto Internacional Eduardo Gomes              |
| Brasil               | São Paulo             | Aeropuerto Internacional de São Paulo-Guarulhos     |
| Chile                | Santiago de Chile     | Aeropuerto Internacional Arturo Merino Benítez      |
| Colombia             | Barranquilla          | Aeropuerto Internacional Ernesto Cortissoz          |
| Colombia             | Bogotá                | Aeropuerto Internacional El Dorado                  |
| Colombia             | Cali                  | Aeropuerto Internacional Alfonso Bonilla Aragón     |
| Colombia             | Medellín              | Aeropuerto Internacional José María Córdoba         |
| Ecuador              | Guayaquil             | Aeropuerto Internacional José Joaquín de Olmedo     |
| Ecuador              | Quito                 | Antiguo Aeropuerto Internacional Mariscal Sucre     |
| Estados Unidos       | Los Ángeles           | Aeropuerto Internacional de Los Ángeles             |
| Estados Unidos       | Miami                 | Aeropuerto Internacional de Miami (HUB)             |
| Estados Unidos       | Nueva York            | Aeropuerto Internacional John F Kennedy             |
| Guatemala            | Ciudad de Guatemala   | Aeropuerto Internacional La Aurora                  |
| México               | Ciudad de México      | Aeropuerto Internacional de la Ciudad de México     |
| México               | Guadalajara           | Aeropuerto Internacional de Guadalajara             |
| Panamá               | Ciudad de Panamá      | Aeropuerto Internacional de Tocumen                 |
| Paraguay             | Asunción              | Aeropuerto Internacional Silvio Pettirossi          |
| Perú                 | Lima                  | Aeropuerto Internacional Jorge Chávez (HUB)         |
| República Dominicana | Santo Domingo         | Aeropuerto Internacional Las Américas               |
| Uruguay              | Montevideo            | Aeropuerto Internacional Carrasco                   |
| Venezuela            | Caracas               | Aeropuerto Internacional de Maiquetía Simón Bolívar |
| Venezuela            | Valencia              | Aeropuerto Internacional Arturo Michelena           |

## Accidentes e incidentes
El 6 de julio de 2003, un McDonnell Douglas DC-10-30CF (matrícula OB-1749) se salió de la pista 33 del Aeropuerto Internacional Alfonso Bonilla Aragón al aterrizar y se detuvo 300 metros después del final de la pista. La aeronave sufrió daños en el motor 1 y en el tren de aterrizaje principal tras colisionar con las antenas del ILS. Los cuatro ocupantes a bordo sobrevivieron. La aeronave fue reparada y puesta nuevamente en servicio.